# فيكتور كروفوبوسكوف
فيكتور كروفوبوسكوف (Viktor Krovopuskov) (بالروسية: Ви́ктор Алексе́евич Кровопу́сков) هو لاعب أولمبي لرياضة مبارزة سيف الشيش من الاتحاد السوفييتي. شارك في الأولمبياد الصيفي في 1976–1980، وفاز بما مجموعه 4 ميداليات.

## الميداليات
| ذهب | فضة | برونز | المجموع |
| 4   | 0   | 0     | 4       |

## روابط خارجية
- فيكتور كروفوبوسكوف على موقع أوليمبيديا (الإنجليزية)